# Гексены
Гексе́ны — общее название для изомерных органических соединений состава C6H12, относящихся к алкенам.

## Строение
Структура гексенов содержит  последовательность из шести атомов углерода (С), одна из связей между которыми двойная; кроме связей С–С и С=С атомы углерода имеют связи с атомами водорода, при этом углерод имеет валентность равную 4 (образует 4 связи с другими атомами, двойная связь в этом случае считается как две связи). Гексены различаются между собой:
- строением углеродного скелета — последовательностью, в которой шесть атомов углерода связаны между собой;
- положением двойной связи в углеродном скелете, которое отражается в названии соединений числом (локантом) при суффиксе -ен;
- в ряде случаев, кофигурацией двойной связи, которая определяется  различными способами расположения заместителей при ней (цис-/транс- и E/Z-конфинурации).

К гексенам относятся 17 изомерных углеводородов, в том числе цис- и транс-изомеров:
1. гексен-1 CH2=CH-CH2-CH2-CH2-CH3
2. цис-гексен-2 CH3-CH=CH-CH2-CH2-CH3
3. транс-гексен-2 CH3-CH=CH-CH2-CH2-CH3
4. цис-гексен-3 CH3-CH2-CH=CH-CH2-CH3
5. транс-гексен-3 CH3-CH2-CH=CH-CH2-CH3
6. 2-метилпентен-1 CH2=C(CH3)-CH2-CH2-CH3
7. 3-метилпентен-1 CH2=CH-CH(CH3)-CH2-CH3
8. 4-метилпентен-1 CH2=CH-CH2-CH(CH3)-CH3
9. 2-метилпентен-2 CH3-C(CH3)=CH-CH2-CH3
10. цис-3-метилпентен-2 CH3-CH=C(CH3)-CH2-CH3
11. транс-3-метилпентен-2 CH3-CH=C(CH3)-CH2-CH3
12. цис-4-метилпентен-2 CH3-CH=CH-CH(CH3)-CH3
13. транс-4-метилпентен-2 CH3-CH=CH-CH(CH3)-CH3
14. 2-этилбутен-1 CH2=C(C2H5)-CH2-CH3
15. 2,3-диметилбутен-1 CH2=C(CH3)-CH(CH3)-CH3
16. 3,3-диметилбутен-1 CH2=CH-C(CH3)2-CH3
17. 2,3-диметилбутен-2 CH3-C(CH3)=C(CH3)-CH3

## Физические и химические свойства
При нормальных условиях гексены представляют собой бесцветные жидкости, нерастворимые в воде и хорошо растворимые в органических растворителях. Температура плавления алкенов сильно зависит от их строения и меняется в диапазоне от −157,27 °C (2,3-диметилбутен-1) до −74,28 °C (2,3-диметилбутен-2). Температуры кипения находятся в более узком диапазоне от 41,247 °C (3,3-диметилбутен-1) до 73,205 °C (2,3-диметилбутен-2). Октановое число гексенов меняется от 76,4 для линейного гексена-1 до 105,4 для разветвлённого 3,3-диметилбутена-1.
Гексены обладают всеми химическими свойствами алкенов.

## Получение и применение
1-Гексен в виде смеси с α-олефинами получают олигомеризацией этилена, термическим крекингом парафинов. Изогексены получают димеризацией пропилена.
Гексены входят в состав высокооктановых компонентов моторных топлив. Используются для получения изопрена, высших жирных спиртов и др.